# Hajime Ishii
Hajime Ishii (født 26. maj 1959) er en tidligere japansk fodboldspiller og træner.
Han har spillet for flere forskellige klubber i sin karriere, herunder Nissan Motors og Otsuka Pharmaceutical.
Han har tidligere trænet Otsuka Pharmaceutical, Consadole Sapporo og Vegalta Sendai.